# 長徳寺 (恵那市)
長徳寺（ちょうとくじ）は、岐阜県恵那市長島町久須見 字新田にある釈迦如来を本尊とする曹洞宗の寺院。山号は巨福山。恵那三十三観音霊場三十二番。

## 歴史
慶安元年（1645年）に久須見の村人が草庵を改築して、千旦林の大林寺三世の徳外玄隆を迎えて開山した。
延宝3年（1675年）1月に、三世の祖山天秀の代に草庵を新築した。
寛保2年（1742年）5月2日、七世の暁童𣴎天の時代に焼失した。
宝暦4年（1754年）8月5日に入仏し再建を果たした。

### 白山妙理権現
久須見村の郷士であった町野助右衛門は信心深く白山妙理権現を守護神として祀って日夜祈願していた。
助右衛門には長八郎という孫があったが、病により歩行ができない体であったので、東奔西走して医薬を求めた。
町野家には、りていという乳母が居り、医薬が効かないのなら神に祈るしかないとして、比丘尼塚に白山妙理権現を祀り草庵を建てて平癒祈願をした。
しかし元禄2年（1689年）、長八郎はその甲斐なく亡くなり、りていも間もなく後を追った。その後、百十余年間、白山妙理権現を祀る者は無かった。
当時、村人達が山に入ると不思議と病気となったので、白山妙理権現の祟りではないかと噂されるようになった。
そこで村人達は、長徳寺十世の津梁黙要に相談をして境内に神殿を建立して祀った。
その後、村人達から白山妙理権現を一番高いところに祀ってほしいとの意見が出たため、
明治初年、十四世の蘊性仙輪の代に、穴の山の高所に遷して祀った。その後、白山妙理権現は村人達から忘れ去られた。
十八世の守拙大巧は、この由来を知って、
昭和26年（1951年）12月1日に穴の山から、白山妙理権現を再び長徳寺に迎え、管長を招いて盛大な供養法要を行った。
昔から医薬が効かない者は白山妙理権現を参詣するとよいと伝わっている。